# Boss NF-1 Noise Gate
Boss NF-1 Noise Gate är en effektpedal för gitarr, tillverkad av Roland Corporation under varumärket Boss från 2008. Effektpedalen tillverkades i Taiwan och senare Malaysia.

## Historia
Boss NF-1 Noise Gate är den första gaten i kompaktformat från Boss. Den är konstruerad att ta bort av allt ljud då ljudnivån faller under tröskelvärdet. Enligt Boss traditionella förkortningar borde NF-1 Noise Gate normalt sett förkortats NG-1, men då NG kan tolkas som No Good valdes istället NF-1, förkortningen för Noise Filter.
Uppföljaren Boss NS-2 Noise Suppressor som lanserades 1987, använder annorlunda kretsar än Boss NF-1 Noise Gate, och skiljer aktivt på brum och gitarrsignal, och släpper således förbi gitarrsignalen samtidigt som bruset elimineras.